# Logistyka produkcji
Logistyka produkcji – stanowi fazę pośrednią między logistyką zaopatrzenia a logistyką dystrybucji. Logistyka produkcji obejmuje wszystkie czynności związane z zaopatrzeniem systemu produkcji w surowce, materiały, półprodukty i zakupione części, przemieszczanie tych dóbr pomiędzy kolejnymi etapami przetwarzania oraz przekazywanie wytworzonych wyrobów do magazynów zbytu. Naczelnym kryterium jej funkcjonowania jest zagwarantowanie ciągłości i odpowiedniej intensywności produkcji pod względem przepływów materiałowych, według wymagań obowiązującej technologii. Operacyjnym kryterium funkcjonowania logistyki produkcji jest minimalizacja zapasów produkcji w toku, którego realizacja oznacza minimalizację kosztów zamrożonego kapitału i redukcję kosztów utrzymania tych zapasów
W logistyce produkcji występują zatem przepływy rzeczowe, informacyjne i pieniężne. Przepływy pieniężne są głównym kryterium optymalizacji rachunku jej efektywności. Punktem newralgicznym sterowania przepływami produkcji są zapasy produkcji w toku. Zapasy produkcji w toku dzielimy na:
- zapasy międzykomórkowe – przechowywane w magazynach, służą wyrównaniu różnic w zapotrzebowaniu, wynikających ze zmieniającej się intensywności pracy w poszczególnych komórkach, obejmują zapasy bieżące i zabezpieczające, zwane też buforowymi,
- zapasy wewnątrzkomórkowe – obejmują zapasy cykliczne (technologiczne) i pozacykliczne, utrzymywane na wypadek wystąpienia nieprzewidzianych zakłóceń.

Planowanie produkcji ma swoje podstawy w zamówieniach i prognozach. Przyjęte zasady i zgodność z nimi jest priorytetowym wymaganiem zgodnego zarządzania logistycznego. Można wyróżnić trzy podstawowe modele:
1. Planowanie globalne – jest to najtrudniejszy w realizacji model uwzględniający jednocześnie ogół zależności między częściami systemu produkcji. Globalny plan produkcji jest złożonym modelem matematycznym, w którym poszukiwane jest optymalne rozwiązanie. Rozwiązanie to musi odpowiadać warunkom rzeczywistym panującym na wszystkich szczeblach planowania procesów w przedsiębiorstwie produkcyjnym.
2. Planowanie hierarchiczne – jego efektów nie można uznać za najlepsze z powodu stanowczości przy podkreślaniu wybranych etapów systemu produkcyjnego, jednak pozwala na faktyczne modelowanie bieżących systemów produkcyjnych oraz swoistość osobnych branż.
3. Planowanie sukcesywne – w dużej mierze jest podstawą systemu planowania produkcji. Opiera się na cyklicznym, samodzielnym układzie procesu planowania; konstrukcja wyznacza kolejność postępowań planistycznych.

Ilość przepływu dóbr materialnych i informacji, które wspólnie się łączą i wypełniają wpływa na dużą trudność w obecnym, złożonym zarządzaniu przedsiębiorstwem. Na etapie produkcji rozróżniamy cztery główne nurty zarządzania logistycznego:
1. Zapewnienie ciągłej i rytmicznej produkcji.
2. Zachowanie wysokiego stopnia jakości produktów.
3. Minimalizacja stanów magazynowych.
4. Skracanie czasu produkcji oraz wzmocniona terminowość.

W trakcie realizacji celów przedsiębiorstwa, logistykę traktujemy, jako narzędzie dotrzymania wysokiej jakości produkowanych części, podzespołów i zespołów oraz skracanie czasów przygotowawczo-zakończeniowych. Jednym z nowoczesnych kierunków usprawnienia procesów logistycznych jest system Just-In-Time – oznacza dokładnie na czas.